# Saint-Germain-le-Vieux
Saint-Germain-le-Vieux település Franciaországban, Orne megyében. Lakosainak száma 65 fő (2022. január 1.). Saint-Germain-le-Vieux Gâprée, Le Chalange, Courtomer és Montchevrel községekkel határos.

## Népesség
A település népessége az elmúlt években az alábbi módon változott:
| Lakosok száma | 56   | 57   | 60   | 59   | 59   | 59   | 60   | 62   | 65   |
|               | 2013 | 2015 | 2016 | 2017 | 2018 | 2019 | 2020 | 2021 | 2022 |